# Stade Moubarak
Le stade Moubarak (en arabe : ستاد مبارك الدولي) est un stade de football égyptien situé dans la ville de Suez.
Sa capacité est d'environ 45 000 spectateurs.

## Histoire
Il fut l'un des 7 stades où se jouèrent les matchs de la Coupe du monde de football des moins de 20 ans 2009, et accueillit le groupe C.